# استیکر، کورن‌وال
استیکر (به انگلیسی: Sticker) یک روستا در بریتانیا است که در سنت موان واقع شده‌است.